# Mats Persson Upplänning
Mats Persson Upplänning till Myrby, död före 1554, var en svensk frälseman, häradshövding och slottsfogde i Stockholm 1530–1531.

## Familj
Mats Persson var gift med Birgitta Kristiernsdotter (änka cirka 1552–1554, efter Mats Upplänning), dotter till Kristiern Johansson (Vasa) och kusin till Gustav Vasa.
Barn:
1. Peder Mattsson Upplänning, kung Eric XIVs ståthållare i Söderköping, gift med Christina Eriksdotter Puke.
2. Lars Mattsson Upplänning. Gift med Cecilia Ericsdotter dotter till Eric Mickelsson i Husaby.